# Breuvery-sur-Coole
Breuvery-sur-Coole is een gemeente in het Franse departement Marne (regio Grand Est) en telt 200 inwoners (1999). De plaats maakt deel uit van het arrondissement Châlons-en-Champagne.

## Geografie
De oppervlakte van Breuvery-sur-Coole bedraagt 9,9 km², de bevolkingsdichtheid is 20,2 inwoners per km².
De onderstaande kaart toont de ligging van Breuvery-sur-Coole met de belangrijkste infrastructuur en aangrenzende gemeenten.

## Demografie
Onderstaande figuur toont het verloop van het inwonertal (bron: INSEE-tellingen).